# Humanitas Prize
O Humanitas Prize (em português Prêmio Humanitas) é um prêmio para roteiros de cinema e televisão destinado a promover a dignidade humana e a liberdade, iniciado em 1974 com o padre  Ellwood "Bud" Kieser.